# Lorraine, Kansas
Lorraine är en ort i Ellsworth County i Kansas. Vid 2020 års folkräkning hade Lorraine 137 invånare.